# Спасское (Отрадновское сельское поселение)
Спасское — село в Угличском районе Ярославской области России. 
В рамках организации местного самоуправления входит в Отрадновское сельское поселение, в рамках административно-территориального устройства относится к Отрадновскому сельскому округу.

## География
Расположено на берегу реки Корожечна в 5 км на юг от центра поселения посёлка Отрадный и в 7 км на запад от райцентра города Углича.

## История
Преображенский храм в селе построен в 1776 году на средства прихожан вместо одноименной деревянной церкви. В церкви было два престола: Преображенский и Никольский. Закрыт в 1929 году. 
В конце XIX — начале XX века село являлось центром Спасской волости Мышкинского уезда Ярославской губернии.
С 1929 года село являлось центром Спасского сельсовета Угличского района, с 2005 года — в составе Отрадновского сельского поселения.

## Население
| 1859 | 2002 | 2007 | 2010 |
| ---- | ---- | ---- | ---- |
| 226  | ↘32  | ↗37  | ↘29  |

## Достопримечательности
В селе расположена колокольня Церкви Спаса Преображения (1776).